# 3 березня
3 березня — 62-й день року (63-й у високосні роки) в григоріанському календарі. До кінця року залишається 303 дні.

## Свята і пам'ятні дні

### Міжнародні
- ООН — Всесвітній день дикої природи[1]
- ВООЗ — Всесвітній день охорони здоров'я вуха та слуху[2][3]
- Всесвітній день письменника

### Національні
- Болгарія: День визволення від османського ярма (1878)
- Грузія: День Матері.
- Литва: День Казюкаса (Святого Казимира)
- Киргизстан: День Прапора. (1992)
- Японія: День дівчаток або Хіна мацурі.
- Судан: День національної єдності.

### Релігійні

#### Християнство
- День Святої Авґусти Кунеґунди.

Православ'я:
- Мучеників Євтропія, Клеоника і Василіска.
- Преподобної Піами, діви.
- Святих Зинона і Зоїла.

### Інші
- у 2009, 3009,.. — день квадратного кореня

## Іменини
✙ Православні: Зинон.
✝  Католицькі:

### Звичаї, традиції
У народі 3 березня пекли вівсяне печиво — вівсяники і очікували пташку вівсянку, приліт якої наближав теплі весняні дні.

## Події
- 1067 — Мінськ уперше згадується в літописах у зв'язку з битвою на Немизі.
- 1585 — у Віченці відкритий Театр Олімпіко, побудований за проєктом Андреа Палладіо. Це перший і найбільш стародавній критий театр Європи.
- 1645 — цим днем датована перша карта Місяця, складена Міхаелем ван Лангреном.
- 1669 — Почала свою роботу козацька рада в Глухові на якій гетьман Дем'ян Ігнатович уклав нову угоду з московським царем, так звані Глухівські статті.
- 1802 — у Відні опубліковано «Місячну сонату» Бетховена.
- 1861 — російський імператор Олександр II підписав маніфест про скасування в імперії кріпацтва.
- 1866 — у Києві відкрито публічну бібліотеку (тепер — Національна парламентська бібліотека України).
- 1875 — «день народження» канадського хокею. У Монреалі відбувся перший організований хокейний матч.
- 1875 — у Парижі зі скандалом пройшла прем'єра опери «Кармен» Жоржа Бізе.
- 1878 — у Сан-Стефано, передмісті Стамбула, підписано прелімінарний мирний договір, який завершував російсько-турецьку війну 1877—1878 років.
- 1915 — у Нью-Йорку пройшла прем'єра найвидатнішого німого фільму всіх часів і народів — «Народження нації» режисера Девіда Гріффіта.
- 1917 — 3-4 березня у Києві організована Українська Центральна Рада (УЦР).
- 1918 — згідно з Берестейським миром радянська Росія визнала незалежність України.
- 1921 — Польща і Румунія підписали у Бухаресті договір про військовий союз проти Росії.
- 1923 — вийшов друком перший номер нью-йоркського часопису «Time».
- 1924 — у Туреччині скасували Османську династію, халіфат, інші релігійні органи влади та розпочали світські реформи.
- 1931 — Президент США Гувер затвердив рішення Конгресу США вважати вірш «Зоряно-смугастий прапор», написаний у 1814 році Френсісом Кі під впливом подій англо-американської війни 1812 року і покладений згодом на мелодію популярної англійської пісні «To Anacreon in Heaven», офіційним гімном США.
- 1938 — у Саудівській Аравії бурильники Standard Oil Company (California) виявили велике джерело сирої нафти.
- 1945 — під тиском США і Радянського Союзу Фінляндія, яка у вересні 1944 року підписала з СРСР угоду про перемир'я, оголосила війну Німеччині, своєму недавньому союзнику у 2-й світовій війні.
- 1945 — у Львові розпочала роботу Обласна державна картинна галерея.
- 1945 — винищення відділом польської Армії Крайової українського мирного населення села Павлокома.
- 1947 — дав промисловий струм відновлений перший агрегат Дніпровської ГЕС, підірваної НКВС 1941 року.
- 1952 — затверджено генеральний план забудови Черкас, розроблений Київським інститутом проектування.
- 1978 — на кладовищі у містечку Веве (Швейцарія) з могили викрадено останки американського актора Чарлі Чапліна; вони були знайдені через 11 тижнів поблизу Женевського озера.
- 1991 — у Латвії та Естонії відбулися референдуми, на яких більшість громадян висловилася за вихід цих республік зі складу СРСР.
- 1994 — Україна й США підписали договір про дружбу і співпрацю.
- 2005 — Стів Фоссетт здійснив перший одиночний безпосадковий авіапереліт навколо Землі на літаку Virgin Atlantic GlobalFlyer.
- 2020 — оголошено про перший підтверджений випадок коронавірусної хвороби 2019 в Україні.
- 2022 — Грузія офіційно подала заявку на вступ до Європейського Союзу

## Народились
Дивись також Категорія:Народились 3 березня
- 1652 — Томас Отвей, англійський поет і драматург.
- 1811 — Антін Могильницький, український письменник, громадський і політичний діяч, греко-католицький священник.
- 1823 — Костянтин Ушинський, український та російський педагог, один із засновників педагогічної науки в Російській імперії.
- 1831 — Джордж Мортімер Пульман, американський винахідник, конструктор спальних вагонів.
- 1844 — Аокі Сюдзо, японський дипломат, міністр закордонних справ Японії (1889–1891, 1898–1906).
- 1845 — Георг Кантор, німецький математик, основоположник теорії множин, що стала наріжним каменем в математиці.
- 1847 — Александер Грем Белл, американський винахідник (телефонний апарат) шотландського походження.
- 1851 — Яків Шульгин, український історик та громадсько-культурний діяч.
- 1862 — Олексій Бекетов, український архітектор і педагог. Син засновника фізико-хімічної науки Миколи Бекетова, зять Олексія Алчевського.
- 1876 — Йосафат (Коциловський), єпископ Української греко-католицької церкви, блаженний свщмч.
- 1879 — Йонас Білюнас, литовський письменник.
- 1888 — Наталена Королева, українська письменниця. В своїх творах опрацьовувала історичні та біблійні теми.
- 1896 — Іван Паторжинський, український співак (бас), педагог.
- 1899 — Юрій Олеша, прозаїк, драматург, поет, сатирик, кіносценарист. Одна з ключових фігур одеського літературного гуртка 1920-х.
- 1911 — Джин Гарлоу, американська кіноакторка, зірка 1930-х років.
- 1919 — Олексій Погорєлов, український математик.
- 1942 — Йон Ілієску, румунський політичний діяч, один з лідерів Грудневої революції (1989), президент Румунії (1989—1996, 2000—2004).
- 1958 — Річардсон Міранда, американська актриса («Імперія сонця», «Танець з незнайомцем»).
- 1977 — Ронан Кітінг, ірландський поп—співак, вокаліст гурту «Boyzone».
- 1982 — Аіда Ніколайчук, українська співачка та музикантка, переможниця вокального конкурсу України «Ікс-Фактор».
- 1995 — Елоїз Сміт, британська акторка та модель («Хроніки Франкенштейна»[en], «Блудниці»[en]).

## Померли
Див. також Категорія:Померли 3 березня
- 1605 — Климентій VIII — Папа Римський (нар. 1536)
- 1703 — Роберт Гук (Robert Hooke), англійський фізик, хімік, математик, астроном, біолог, винахідник й архітектор (нар. 1635).
- 1706 — Йоганн Пахельбель, німецький композитор (нар. 1653).
- 1792 — Роберт Адам (Robert Adam), британський архітектор (нар. 1728).
- 1824 — Джованні Батіста Віотті (Giovanni Battista Viotti), італійський скрипаль-віртуоз, творець французької скрипкової школи (нар. 1755).
- 1855 — Роберт Міллз (Robert Mills), американський архітектор, будівельник Білого дому і монумента Вашингтона (нар. 1781).
- 1927 — Михайло Арцибашев, український письменник. Батько американського художника Бориса Арцибашева
- 1932 — Ойґейн Дальберт (Eugene Francois Charles D'Albert), німецький піаніст, композитор (нар. 1864).
- 1934 — Пилипенко Сергій Володимирович, український письменник, громадський діяч.
- 1939 — Григорій Коссак, командант УСС, полковник, Начальний командант УГА, жертва сталінського терору.
- 1943 — Теофіль Коструба, український церковний історик, перекладач, журналіст, священник-василіянин.
- 1947 — Філарет Колесса, український етнограф, фольклорист, композитор, музикознавець і літературознавець.
- 1960 — Іван Граве, вчений-артилерист, доктор технічних наук, винахідник бойової ракети на бездимному поросі (нар. 1874).
- 1973 — Олександр Птушко, кінорежисер («Золотий ключик», «Новий Гулівер», «Руслан і Людмила») (нар. 1900).
- 1975 — Ласло Непозначок, угорський письменник (нар. 1901).
- 1981 — Олег Даль, актор театру й кіно (нар. 1941).
- 1983 — Артур Кестлер (Arthur Koestler), англійський письменник і філософ угорського походження (нар. 1905).
- 1985 — Йоссип Шкловський, український радянський астроном, астрофізик (нар. 1916).
- 1991 — Вільям Пенні (William George Penney), британський фізик, керівник британської програми зі створення атомної бомби (нар. 1909).
- 1993 — Альберт Себін (Albert Bruce Sabin), американський лікар польського походження, мікробіолог і вірусолог, творець живої вакцини проти поліомієліту (нар. 1906).
- 1994 — Карел Крил, чеський та словацький поет, співак, автор-виконавець і прозаїк.
- 1996 — Маргеріт Дюрас, французька письменниця, акторка, режисерка та сценаристка.
- 2003 
  - Джордж Едвардс, британський авіаційний інженер, конструктор, один з головних розроблювачів надзвукового пасажирського літака «Конкорд» (нар. 1908).
  - Горст Вернер Бухгольц, німецький актор.
- 2011 — Джеймс Елліот, американський астроном, який відкрив кільцеву систему Урана і атмосферу Плутона
- 2017 — Раймон Копа, французький футболіст польського походження, нападник.